# Niedziały (Srokowo)
Niedziały (deutsch Forsthaus Wenden) ist ein kleiner Ort in der polnischen Woiwodschaft Ermland-Masuren. Er gehört zur Gmina Srokowo (Drengfurth) im Powiat Kętrzyński (Kreis Rastenburg).

## Geographische Lage
Niedziały liegt in der nördlichen Mitte der Woiwodschaft Ermland-Masuren, sieben Kilometer südwestlich von Srokowo und elf Kilometer nördlich der Kreisstadt Kętrzyn (deutsch Rastenburg).

## Geschichte
Das Forsthaus Wenden, 1785 auch Wendensche Waldbude und 1874 Forstetablissement Dönhofstädt genannt, war eine Exklave des Gutsbezirks Dönhofstädt (polnisch Drogosze) und lag mitten im seinerzeitigen Dönhofstädter Forst. 1820 wurde die Wendensche Waldbude ein „adlig Etablissement“ mit einer Feuerstelle genannt. 1874 kam das Forstetablissement Dönhofstädt zum Amtsbezirk Jäglack (polnisch Jegławki) innerhalb des ostpreußischen Kreises Rastenburg. Im Jahre 1820 zählte das Forsthaus Wenden acht Einwohner, ebenso viele im Jahre 1905. Das zuständige Standesamt befand sich in Wenden (polnisch Winda).
Am 30. September 1928 schlossen sich der Nachbargutsbezirk Stettenbruch (polnisch Szczeciniak) und das Forsthaus Wenden als Exklave Dönhofstädter Wald zusammen und bildeten die neue Landgemeinde Stettenbruch, die in den Amtsbezirk Wehlack (polnisch Skierki) aufgenommen  wurde.
In Kriegsfolge kam 1945 das gesamte südliche Ostpreußen zu Polen. Das betraf auch das Forsthaus Wenden, das als Wohnplatz nun die polnische Namensform „Niedziały“ erhielt. Die heutige Siedlung (polnisch Osada) ist in die Landgemeinde Srokowo (Drengfurth) im Powiat Kętrzyński (Kreis Rastenburg) eingegliedert, bis 1998 der Woiwodschaft Olsztyn, seither der Woiwodschaft Ermland-Masuren zugehörig.

## Kirche
Bis 1945 war das Forsthaus Wenden in die evangelische Kirche Wenden in der Kirchenprovinz Ostpreußen der Kirche der Altpreußischen Union sowie in die katholische Kirche Rastenburg im damaligen Bistum Ermland eingepfarrt.
Heute gehört Niedziały zur katholischen Pfarrei Winda im jetzigen Erzbistum Ermland, außerdem zur evangelischen Kirchengemeinde Srokowo, einer Filialgemeinde der Johanneskirche Kętrzyn in der Diözese Masuren der Evangelisch-Augsburgischen Kirche in Polen.

## Verkehr
Die Siedlung Niedziały ist über eine Stichstraße zu erreichen, die von Niedziałki (Fünfhuben) in den Ort führt. Ein nicht befahrbarer Landweg führt von Szczeciniak (Stettenbruch) nach Niedziały.
Niedziałky war bis 1945 auch die nächste Bahnstation und lag an der Bahnstrecke Rastenburg–Drengfurth der Rastenburger Kleinbahnen, die aber nicht mehr befahren wird. Seither besteht kein Bahnanschluss mehr.